# Чемпионат мира по лёгкой атлетике 2019 — эстафета 4×400 метров (женщины)
Соревнования в эстафете 4×400 метров у женщин на чемпионате мира по лёгкой атлетике 2019 года прошли 5 и 6 октября в Дохе (Катар) на стадионе «Халифа».
Действующим чемпионом мира в эстафете 4×400 метров являлась сборная США.

## Медалисты

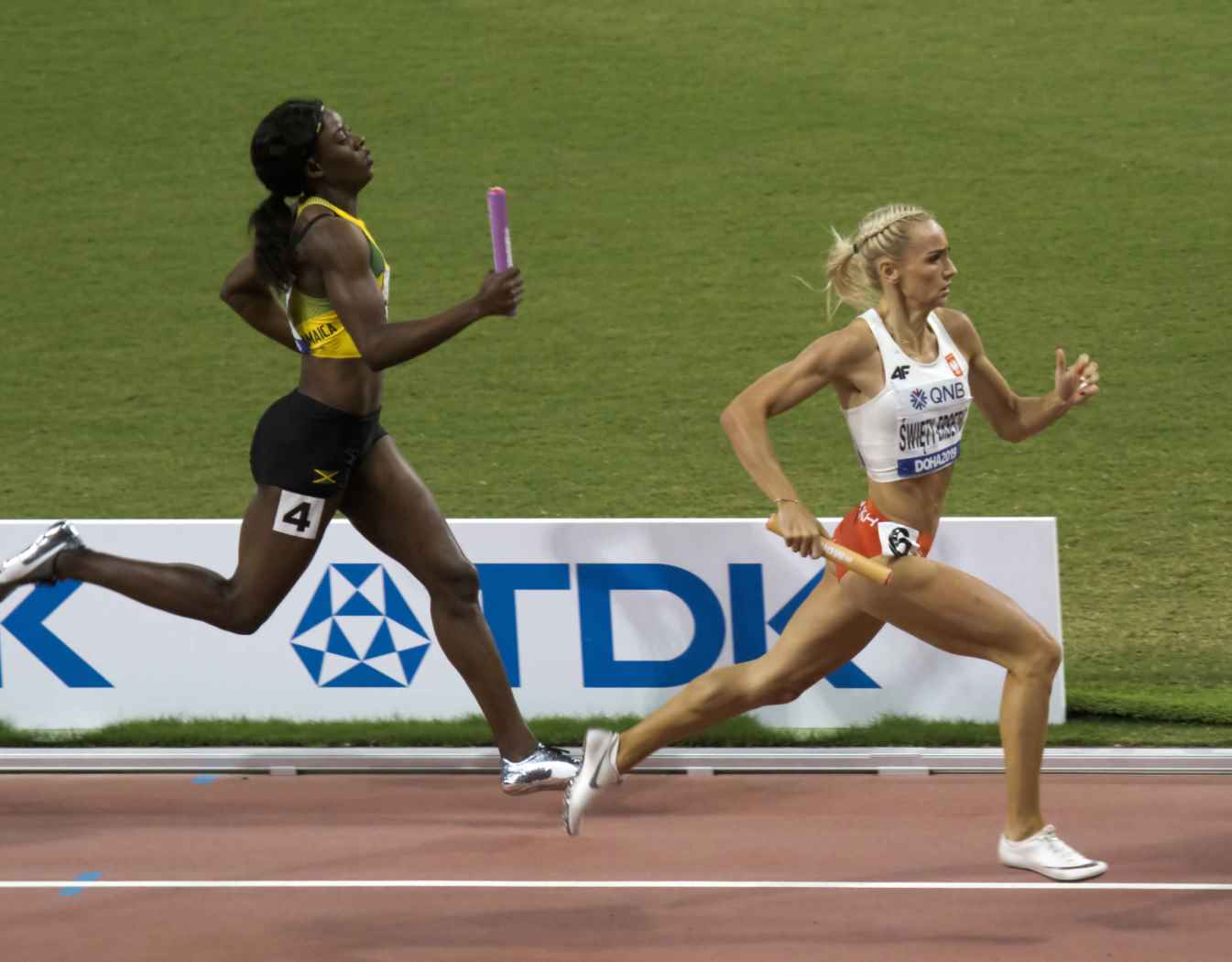
Финал. Юстина Свенти-Эрсетиц опережает Шерику Джексон в борьбе за серебряную медаль

| Золото | Серебро | Бронза                                                                                                |
| США · Филлис Фрэнсис · Сидни Маклафлин · Далайла Мухаммад · Уэйделин Джонатас · Джессика Бирд · Эллисон Феликс · Кендалл Эллис · Кортни Около | Польша · Ига Баумгарт-Витан · Патриция Выцишкевич · Малгожата Холуб-Ковалик · Юстина Свенти-Эрсетиц · Анна Келбасиньская | Ямайка · Анастейша Лерой · Тиффани Джеймс · Стефени Энн Макферсон · Шерика Джексон · Рониша Макгрегор |

## Рекорды
До начала соревнований действующими были следующие рекорды.
| Мировой рекорд                 | СССР · Татьяна Ледовская · Ольга Назарова · Мария Пинигина · Ольга Брызгина | 3.15,17 | Сеул, Южная Корея    | 1 октября 1988  |
| Рекорд чемпионатов мира        | США · Гвен Торренс · Майсел Мэлоун · Наташа Кайзер-Браун · Джерл Майлз      | 3.16,71 | Штутгарт, Германия   | 22 августа 1993 |
| Лучший результат сезона в мире | США (U20) · Алексис Холмс · Кимберли Харрис · Зия Холман · Кейла Дэвис      | 3.24,04 | Сан-Хосе, Коста-Рика | 21 июля 2019    |

## Отбор на чемпионат мира
К соревнованиям были допущены 16 сильнейших сборных мира. Первые команды-участницы определились в мае 2019 года — ими стали 10 лучших сборных по итогам чемпионата мира по эстафетам, прошедшего в японской Иокогаме. Оставшиеся 6 мест были распределены по итогам рейтинга, составленного на основании результатов, показанных национальными командами в период с 7 марта 2018 года по 6 сентября 2019 года.

## Расписание
| Дата           | Время | Раунд соревнований     |
| -------------- | ----- | ---------------------- |
| 5 октября 2019 | 19:55 | Предварительные забеги |
| 6 октября 2019 | 21:15 | Финал                  |

Время местное (UTC+3:00)

## Результаты
Обозначения: Q — Автоматическая квалификация | q — Квалификация по показанному результату | WR — Мировой рекорд | AR — Рекорд континента | CR — Рекорд чемпионатов мира | NR — Национальный рекорд | WL — Лучший результат сезона в мире | SB — Лучший результат в сезоне | DNS — Не стартовали | DNF — Не финишировали | DQ — Дисквалифицированы

### Предварительные забеги
Квалификация: первые 3 команды в каждом забеге (Q) плюс 2 лучших по времени (q) проходили в финал.

| Место | Команда                                                                                          | Забег | Результат | Примечания |
| ----- | ------------------------------------------------------------------------------------------------ | ----- | --------- | ---------- |
| 1     | США (Джессика Бирд, Эллисон Феликс, Кендалл Эллис, Кортни Около)                                 | 2     | 3:22.96   | Q, WL      |
| 2     | Ямайка (Рониша Макгрегор, Анастасия Лерой, Тиффани Джеймс, Стефени Энн Макферсон)                | 1     | 3:23.64   | Q, SB      |
| 3     | Великобритания (Зои Кларк, Джоди Уильямс, Джессика Тёрнер, Лавиаи Нильсен)                       | 2     | 3:24.99   | Q, SB      |
| 4     | Польша (Анна Келбасиньская, Малгожата Холуб-Ковалик, Патриция Выцишкевич, Юстина Свенти-Эрсетиц) | 1     | 3:25.78   | Q          |
| 5     | Канада (Алисия Браун, Айянна Стиверн, Мейделин Прайс, Сейдж Уотсон)                              | 1     | 3:25.86   | Q, SB      |
| 6     | Украина (Екатерина Климюк, Ольга Ляховая, Татьяна Мельник, Анна Рыжикова)                        | 2     | 3:26.57   | Q, SB      |
| 7     | Бельгия (Ханне Клас, Имке Верват, Паулин Каукёйт, Камиль Лаус)                                   | 2     | 3:26.58   | q, NR      |
| 8     | Нидерланды (Лике Клавер, Лизанне де Витте, Бьянка Бак, Фемке Бол)                                | 1     | 3:27.40   | q, SB      |
| 9     | Италия (Мария Бенедикта Чигболу, Айомиде Фолорунсо, Джанкарла Тревизан, Рафаэла Лукудо)          | 2     | 3:27.57   |            |
| 10    | Австралия (Бендере Обойя, Лорен Боден, Элли Бир, Ребекка Беннетт)                                | 1     | 3:28.64   | SB         |
| 11    | Индия (Джисна Мэтью, Пувамма Мачеттира, Веллува Висмая, Венкатесан Субха)                        | 1     | 3:29.42   | SB         |
| 12    | Франция (Амандин Бросье, Дебора Сананес, Элиза Тринклер, Агнес Рааролаи)                         | 1     | 3:29.66   | SB         |
| 13    | Куба (Суриан Эчаваррия, Роуз Мари Альманса, Адриана Родригес, Роксана Гомес)                     | 2     | 3:29.84   | SB         |
| 14    | Швейцария (Леа Шпрунгер, Фанетт Юмер, Рейчел Пелло, Ясмин Жиже)                                  | 2     | 3:30.63   |            |
| 15    | Нигерия (Блессинг Оладойе, Патьенс Джордж, Абике Эгбенийи, Фейвор Офили)                         | 1     | 3:35.90   |            |
| 16 !  | Ботсвана (Оарабиле Баболайи, Томфанг Баселе, Оратиле Нове, Амантле Мончхо)                       | 2     | DNS       |            |

### Финал
Финал в эстафете 4×400 метров у женщин состоялся 6 октября 2019 года. Как и ранее в смешанной эстафете, сборная США полностью сменила состав после предварительного забега. Финальный квартет составили две финалистки бега на 400 метров Уэйделин Джонатас (4-е место) и Филлис Фрэнсис (5-е место), а также чемпионка и серебряный призёр бега на 400 метров с барьерами Далайла Мухаммад и Сидни Маклафлин. На первом этапе Фрэнсис обеспечила команде комфортное преимущество, а после второго этапа Маклафлин судьба чемпионства стала очевидной. На втором месте три этапа подряд находилась сборная Польши, преследуемая бегуньями из Великобритании. На заключительном отрезке их догнала Шерика Джексон из Ямайки: на финишной прямой она уступила Юстине Свенти-Эрсетиц, но при этом удержала третье место.
Женская сборная США выиграла эстафету 4×400 метров в шестой раз на последних семи чемпионатах мира. Другой рекорд, индивидуальный, в очередной раз обновила Эллисон Феликс. Как спортсменка, бежавшая в предварительных забегах, она также получила золотую медаль, которая стала для неё 18-й наградой чемпионатов мира и 13-й золотой (оба достижения — рекордные в истории турнира).
Шерика Джексон завоевала третью медаль на чемпионате мира 2019 года. Ранее она стала бронзовым призёром в беге на 400 метров и завершила чемпионскую эстафету 4×100 метров.
| Место | Команда                                                                                          | Результат | Примечания |
| ----- | ------------------------------------------------------------------------------------------------ | --------- | ---------- |
| 1     | США (Филлис Фрэнсис, Сидни Маклафлин, Далайла Мухаммад, Уэйделин Джонатас)                       | 3:18.92   | WL         |
| 2     | Польша (Ига Баумгарт-Витан, Патриция Выцишкевич, Малгожата Холуб-Ковалик, Юстина Свенти-Эрсетиц) | 3:21.89   | NR         |
| 3     | Ямайка (Анастасия Лерой, Тиффани Джеймс, Стефени Энн Макферсон, Шерика Джексон)                  | 3:22.37   | SB         |
| 4     | Великобритания (Зои Кларк, Джоди Уильямс, Эмили Даймонд, Лавиаи Нильсен)                         | 3:23.02   | SB         |
| 5     | Бельгия (Ханне Клас, Имке Верват, Паулин Каукёйт, Камиль Лаус)                                   | 3:27.15   |            |
| 6     | Украина (Екатерина Климюк, Ольга Ляховая, Татьяна Мельник, Анна Рыжикова)                        | 3:27.48   |            |
| 7     | Нидерланды (Лике Клавер, Лизанне де Витте, Бьянка Бак, Фемке Бол)                                | 3:27.89   |            |
| 8 !   | Канада (Алисия Браун, Айянна Стиверн, Мейделин Прайс, Сейдж Уотсон)                              | DQ        |            |